# Dynasties de Bollywood
La liste généalogique suivante ne rapporte que les membres de familles indiennes ayant un rapport au cinéma indien ou étant connus par ailleurs.
Les dynasties de Bollywood sont les clans familiaux dominant le cinéma indien en langue hindi, basé à Mumbai, tant devant que derrière les caméras, contrôlant de larges pans de l'industrie technique et artistique. Ils sont un exemple et un reflet extrême du principe du mariage arrangé et de l'alliance entre castes ou professions inhérents à la société indienne,. Ce phénomène est encore accentué par le fait que les acteurs et actrices sont obligés dans leur métier d'adopter des comportements très éloignés de ceux de l'homme de la rue, c'est-à-dire immoraux, tel montrer ses cuisses pour une femme, ou embrasser quelqu'un sans être marié, etc. Tout le monde admire les comédiens, mais à l'écran, car dans sa propre famille, ce serait un déshonneur ; de ce fait, les comédiens se retrouvent entre eux, formant aussi une jet set dans le ghetto de Bollywood.

## A

### Famille Agha
- Rafiq Ghaznavi, acteur, chanteur et compositeur.
  - Salma Agha, (petite-fille de Rafiq Ghaznavi) , actrice et chanteuse.
    - Sasha Agha, (fille de Salma Agha), actrice et chanteuse.
    - Natasha Khan, (belle-fille de Salma Agha), chanteuse, compositrice et multi-instrumentiste.

  - Sajid-Wajid, (cousins de Salma Agha), compositeurs.

### Famille Akhtar-Azmi
- Jan Nisar Akhtar, poète.
  - Javed Akhtar, (fils de Jan Nisar Akhtar), acteur, parolier, poète et scénariste.
  - Honey Irani, (première épouse de Javed Akhtar), actrice, réalisatrice et scénariste.
  - Daisy Irani, (sœur cadette d'Honey Irani), actrice.
    - Zoya Akhtar, (fille aînée de Javed Akhtar et d'Honey Irani), réalisatrice et scénariste.
    - Farhan Akhtar, (fils cadet de Javed Akhtar et d'Honey Irani), acteur, producteur, réalisateur et scénariste.
    - Adhuna Akhtar, (épouse de Farhan Akhtar), coiffeuse.
    - Farah Khan, (nièce d'Honey Irani), actrice, chorégraphe et réalisatrice.
    - Shirish Kunder, (époux de Farah Khan), compositeur, écrivain, éditeur, producteur et réalisateur.
    - Sajid Khan, (neveu d'Honey Irani), acteur et réalisateur.
- Kaifi Azmi, parolier et poète.
- Shaukat Kaifi, (épouse de Kaifi Azmi), actrice.
- Usha Kiran, actrice.
  - Baba Azmi, (fils aîné de Kaifi Azmi et Shaukat Azmi), photographe.
  - Shabana Azmi, (deuxième épouse de Javed Akhtar, fille cadette de Kaifi Azmi et Shaukat Azmi), actrice.
  - Tanvi Azmi, (époux de Baba Azmi, fille d'Usha Kiran), actrice.
    - Farah, (nièce de Shabana Azmi), actrice.
    - Tabu, (nièce de Shabana Azmi, sœur cadette de Farah), actrice.

### Famille Akkineni
- Akkineni Nageswara Rao, acteur et producteur.
  - Akkineni Nagarjuna, (fils d'Akkineni Nageswara Rao), acteur, homme d'affaires, producteur, philanthrope et présentateur de télévision.
    - Naga Chaitanya, (fils d'Akkineni Nagarjuna), acteur.

  - Amala, (deuxième épouse d'Akkineni Nagarjuna), actrice, danseuse et militante.
- D. Ramanaidu, (ex beau-père d'Akkineni Nagarjuna), producteur.
  - Daggubati Venkatesh, (ex beau-frère d'Akkineni Nagarjuna), acteur.
    - Sumanth, (neveu d'Akkineni Nagarjuna), acteur et producteur.
    - Sushanth, (neveu d'Akkineni Nagarjuna), acteur.

### Famille Ali-Amrohi
- Mumtaz Ali, acteur et danseur.
  - Minoo Mumtaz, (fille aînée de Mumtaz Ali), actrice et danseuse.
  - Mehmood Ali, (fils cadet de Mumtaz Ali), acteur.
    - Lucky Ali, (premier fils de Mehmood Ali), acteur et chanteur.
    - Pucky Ali, (deuxième fils de Mehmood Ali), acteur.
    - Macky Ali, (troisième fils de Mehmood Ali), acteur.
    - Masoom Ali, (quatrième fils de Mehmood Ali), acteur et producteur.
    - Mansoor Ali, (cinquième fils de Mehmood Ali), acteur.
    - Manzoor Ali, (sixième fils de Mehmood Alid), acteur.
    - Ginny Ali, (fille de Mehmood Ali), actrice

  - Anwar Ali (fils benjamin de Mumtaz Ali), acteur et producteur.
  - Khursheed Bano, actrice.
  - Meena Kumari, (ex-belle sœur de Mehmood Ali et sœur cadette de Khursheed Bano), actrice.
  - Kamal Amrohi, (époux de Meena Kumari), réalisateur.
    - Tajdar Amrohi, (fils de Kamal Amrohi), réalisateur.
      - Bilal Amrohi, (petit-fils de Kamal Amrohi), acteur.
      - Mashhoor Amrohi, (petit-fils de Kamal Amrohi), acteur.

    - Mazhar Khan (oncle de Bilal et Mashhoor Amrohi), acteur.
    - Zeenat Aman (épouse de Mazhar Khan), actrice.

### Famille Anand-Sahni
- Dev Anand, acteur, producteur et réalisateur.
- Kalpana Kartik, (épouse de Dev Anand), actrice.
  - Suneil Anand, (fils de Dev Anand et Kalpana Kartik), acteur.
  - Vishal Anand (neveu de Dev Anand), acteur.
- Chetan Anand, (frère aîné de Dev Anand), réalisateur.
- Uma Anand (épouse de Chetan Anand), actrice et journaliste.
  - Ketan Anand (fils de Chetan Anand), réalisateur.
- Vijay Anand, (frère cadet de Dev Anand), acteur, producteur, réalisateur et scénariste.
  - Shekhar Kapur, (neveu de Dev Anand), réalisateur.
  - Suchitra Krishnamurthy, (ex-épouse de Shekhar Kapur), actrice.
  - Navin Nischol, (ex-beau-frère de Shekhar Kapur), acteur.
    - Purab Kohli, (neveu de Shekhar Kapur), acteur.
- Balraj Sahni, acteur.
- Bhisham Sahni, (frère de Balraj Sahni), acteur et écrivain.
  - Parikshit Sahni (en), (fils de Balraj Sahni et beau-frère de Shekhar Kapur), acteur.

## B

### Famille Babbar[3]
- Raj Babbar, acteur et homme politique.
- Nadira Babbar, (première épouse de Raj Babbar), actrice et réalisatrice.
  - Aarya Babbar, (fils aîné de Raj et Arya Babbar), acteur.
  - Juhi Babbar, (fille cadette de Raj et Arya Babbar), actrice et réalisatrice.
  - Anup Soni (époux de Juhi Babbar), acteur et homme politique.
- Smita Patil, (deuxième épouse de Raj Babbar), actrice et féministe.
  - Prateik Babbar, (fils de Raj Babbar et Smita Patil), acteur.

### Famille Bachchan[4]
- Harivansh Rai Bachchan, écrivain et poète.
- Teji Bachchan, (épouse d'Harivansh Rai Bachchan), militante.
  - Amitabh Bachchan, (fils aîné d'Harivansh et Teji Bachchan), acteur, chanteur et producteur.
  - Jaya Bachchan, (épouse d'Amitabh Bachchan), actrice et femme politique.
    - Abhishek Bachchan, (fils d'Amitabh et Jaya Bachchan), acteur, chanteur de playback et producteur.
    - Aishwarya Rai Bachchan, (épouse d'Abhishek Bachchan), actrice et mannequin.

  - Ritu Kapoor-Nanda, femme d'affaires.
    - Nikhil Nanda, (fils de Ritu Nanda, gendre d'Amitabh Bachchan), homme d'affaires.

  - Ajitabh Bachchan (fils cadet d'Harivansh et Teji Bachchan), acteur et producteur.
    - Kunal Kapoor (gendre d'Ajitabh Bachchan), acteur.

### Famille Barjatya
- Tarachand Barjatya, producteur, réalisateur et scénariste.
  - Kamal Kumar Barjatya, (fils aîné de Tarachand Barjatya), producteur.
    - Kavita K. Barjatya, (fille de Kamal Kumar Barjatya), productrice.

  - Raj Kumar Barjatya, (fils cadet de Tarachand Barjatya), producteur.
    - Sooraj Barjatya, (fils de Raj Kumar Barjatya), producteur, réalisateur et scénariste.

  - Ajit Kumar Barjatya, (fils benjamin de Tarachand Barjatya), producteur.
    - Rajat A. Barjatya, (fils d'Ajit Kumar Barjatya), producteur.

### Famille Baweja
- Harry Baweja, réalisateur.
- Pammi Baweja, (épouse d'Harry Baweja), productrice.
  - Harman Baweja, (fils d'Harry et de Pammi Baweja), acteur et danseur.

### Famille Bedi
- Kabir Bedi, acteur.
- Protima Bedi, (épouse de Kabir Bedi), danseuse.
  - Pooja Bedi, (fille de Kabir et de Protima Bedi), actrice.

### Famille Bhatt
- Nanabhai Bhatt, réalisateur.
  - Mahesh Bhatt, (fils aîné de Nanabhai Bhatt), écrivain, producteur, réalisateur et scénariste.
    - Pooja Bhatt, (fille aînée de Mahesh Bhatt), actrice, mannequin et réalisatrice.
    - Rahul Bhatt, (fils cadet de Mahesh Bhatt), acteur et coach sportif.

  - Soni Razdan, (deuxième épouse de Mahesh Bhatt), actrice et réalisatrice.
    - Alia Bhatt, (fille de Mahesh Bhatt et Soni Razdan), actrice et chanteuse.

  - Mukesh Bhatt, (frère cadet de Mahesh Bhatt), acteur et producteur.
    - Vishesh Bhatt, (fils de Mukesh Bhatt), réalisateur.
    - Emraan Hashmi, (neveu de Mahesh Bhatt et Mukesh Bhatt), acteur.
    - Onjolee Nair, (nièce de Mahesh Bhatt), actrice, danseuse et réalisatrice.
    - Mohit Suri, (neveu de Mahesh Bhatt), réalisateur.
    - Udita Goswami, (épouse de Mohit Suri), actrice et mannequin.
    - Smiley Suri, (sœur de Mohit Suri), actrice, danseuse et mannequin.
- Vijay Bhatt, producteur et réalisateur.
  - Pravin Bhatt, (fils de Vijay Bhatt), photographe.
    - Chirantan Bhatt, (fils de Arun Bhatt, petit-fils de Vijay Bhatt), réalisateur.
    - Vikram Bhatt, (fils de Pravin Bhatt), réalisateur.
- Harsukh Jagneshwar Bhatt, (frère de Vijay Bhatt), réalisateur.
  - Milan Luthria, (neveu de Mahesh Bhatt), réalisateur.
  - Dharmesh Darshan, (neveu de Mahesh Bhatt), réalisateur.
  - Suneel Darshan, (neveu de Mahesh Bhatt), réalisateur.

### Famille Bhattacharya
- Pashupati Bhattacharya, compositeur et vocaliste.
  - Kumar Sanu (fils de Pashupati Bhattacharya), chanteur de playback, producteur et réalisateur.

### Famille Bohra
- Shree Ram Bohra, producteur.
  - Ramkumar Bohra (frère de Shree Ram Bohra), producteur et réalisateur.
    - Mahendra Bohra (fils de Ramkumar Bohra), producteur et réalisateur.
      - Karanvir Bohra (fils de Mahendra Bohra), acteur, designer et producteur.
      - Teejay Sidhu (épouse de Karanvir Bohra), actrice, mannequin et VJ.

    - Sunil Bohra (petit-fils de Surendra Bohra), producteur.

## C

### Famille Chandrasekhar
- S.A. Chandrasekhar, écrivain, producteur et réalisateur.
- Shoba Chandrasekhar, (épouse de S.A. Chandrasekhar), chanteuse de playback et réalisatrice.
  - Joseph Vijay Chandrasekhar (fils de S.A. Chandrasekhar et Shoba Chandrasekhar), acteur.
- S. N. Surendar (frère de Shoba Chandrasekhar), chanteur de playback.
  - Vikranth (fils de S. N. Surendar), acteur.

### Famille Chakraborty
- Mithun Chakraborty, acteur, entrepreneur, homme politique et présentateur de télévision.
- Yogeeta Bali, (épouse de Mithun Chakraborty), actrice et productrice.
  - Mahaakshay Chakraborty, (fils de Mithun Chakraborty et Yogeeta Bali), acteur.

### Famille Chatterjee
- Biswajit Chatterjee, acteur.
  - Prosenjit Chatterjee (fils de Biswajeet Chatterjee), acteur.
  - Debashree Roy, (ex-épouse de Prosenjit Chatterjee), actrice et femme politique.
  - Arpita Pal (deuxième épouse de Prosenjit Chatterjee), actrice.

### Famille Chiranjeevi-Konidela-Allu
- Allu Rama Lingaiah, acteur.
  - Chiranjeevi, (beau-fils de Allu Rama Lingaiah), acteur et homme politique.
    - Ram Charan, (fils de Chiranjeevi), acteur, danseur, entrepreneur, homme d'affaires et producteur.
    - Sai Dharam Tej, (neveu de Chiranjeevi), acteur.

  - Nagendra Babu, (frère cadet de Chiranjeevi), acteur et producteur.
    - Varun Tej, (fils aîné de Nagendra Babu), acteur.
    - Niharika Konidela, (fille cadette de Nagendra Babu), actrice.

  - Pawan Kalyan, (frère cadet de Chiranjeevi), acteur et homme politique.
  - Renu Desai, (ex-épouse de Pawan Kalyan), actrice, coutumière, mannequin, productrice et réalisatrice.
  - Allu Aravind, (beau-frère de Chiranjeevi), acteur.
    - Allu Arjun, (fils aîné d'Allu Aravind), acteur, danseur, mannequin et producteur.
    - Allu Sirish, (fils cadet d'Allu Aravind), acteur et producteur.

### Famille Chopra
Considérée comme la famille la plus puissante et la plus influente de Bollywood, cette famille a produit la plupart des succès du cinéma indien en misant sur des super-stars. Après avoir fondé B. R. Films avec son frère, Yash Chopra a fondé Yash Raj Films avec son fils Aditya Chopra.
- Baldev Raj Chopra, producteur et réalisateur.
  - Ravi Chopra, (fils aîné de Baldev Raj Chopra), producteur et réalisateur.
  - Yash Chopra, (frère cadet de Baldev Raj Chopra), producteur, réalisateur et scénariste.
    - Aditya Chopra, (fils aîné de Yash Chopra), acteur, producteur, réalisateur, scénariste, et styliste.
    - Uday Chopra, (fils cadet de Yash Chopra), acteur, producteur et scénariste.

### Famille Chopra (Priyanka Chopra)
- Priyanka Chopra, actrice, chanteuse et mannequin, élue Miss Monde 2000.
  - Nick Jonas, (époux de Priyanka Chopra), chanteur américain
- Parineeti Chopra, actrice, (cousine de Priyanka).
- Mannara Chopra, actrice et mannequin, (cousine de Priyanka).
- Meera Chopra, actrice et mannequin, (cousine de Priyanka).

## D

### Famille Deol
Dharmendra fut un acteur très remarqué en Inde des années 1960 à 1970, de même que ses fils (Sunny Deol et Bobby Deol).
- Dharmendra, acteur.
  - Sunny Deol, (fils aîné de Dharmendra), acteur.
  - Bobby Deol, (fils cadet de Dharmendra), acteur.
- Hema Malini, (deuxième épouse de Dharmendra), actrice et danseuse.
  - Esha Deol, (fille aînée de Dharmendra et d'Hema Malini), actrice.
  - Ahana Deol (fille cadette de Dharmendra et d'Hema Malini), danseuse.
  - Abhay Deol, (neveu de Dharmendra), acteur.

### Famille Devgan
- Veeru Devgan, chorégraphe et réalisateur.
- Veenu Devgan (épouse de Veeru Devgan), productrice.
  - Anil Devgan, (fils cadet de Veeru Devgan), producteur.
  - Ajay Devgan (fils aîné de Veeru Devgan), acteur, réalisateur et producteur.
  - Kajol (épouse d'Ajay Devgan), actrice.
  - Tanisha Mukherjee, (sœur cadette de Kajol), actrice.
- Tanuja (mère de Kajol et Tanisha Mukherjee), actrice.
- Nutan (sœur aînée de Tanuja), actrice.
  - Mohnish Behl (fils de Nutan), acteur.

### Famille Deshmukh
- Vilasrao Deshmukh, homme politique.
  - Riteish Deshmukh, (fils de Vilasrao Deshmukh), acteur, architecte, chanteur, présentateur de télévision et producteur.
  - Genelia D'Souza, (épouse de Riteish Deshmukh), actrice et mannequin.

### Famille Dhawan
- David Dhawan, éditeur, producteur et réalisateur.
  - Varun Dhawan (fils aîné de David Dhawan), acteur.
  - Rohit Dhawan, (fils cadet de David Dhawan), réalisateur.
- Anil Dhawan, (frère cadet de David Dhawan), acteur.

### Famille Dheer
- Pankaj Dheer, acteur.
  - Nikitin Dheer, (fils de Pankaj Dheer), acteur et mannequin.
  - Kratika Dheer, (épouse de Nikitin Dheer), actrice et danseuse.

### Famille Dutt (Sunil Dutt)
Nargis et Sunil Dutt sont des acteurs célèbres des années 1950 ; leur fils Sanjay Dutt a suivi leur voie avec autant de succès.
- Jaddanbai, (mère de Nargis), actrice, chanteuse, compositrice et réalisatrice.
  - Anwar Hussain, (fils aîné de Jaddanbai), acteur et producteur.
  - Nargis, (fille cadette de Jaddanbai), actrice.
  - Sunil Dutt, (ex-époux de Nargis), acteur, producteur et réalisateur.
    - Sanjay Dutt, (fils aîné de Sunil Dutt et Nargis), acteur, homme politique, producteur et réalisateur.
    - Priya Dutt, (fille cadette de Sunil Dutt et Nargis), femme politique.
    - Richa Sharma, (première épouse de Sanjay Dutt), actrice.
    - Kumar Gaurav, (gendre de Sunil Dutt), acteur.

  - Rajendra Kumar, (père de Kumar Gaurav), acteur, producteur et réalisateur.
    - Rhea Pillai, (ex-épouse de Sanjay Dutt), mannequin.

## G

### Famille Ganguly
Cette famille d'origine bengalie est en relation avec celle des Mukherjee par le mariage de Sashadhar Mukherjee à l'unique sœur de Kishore Kumar, Sati Devi.
- Ashok Kumar, acteur et peintre.
  - Preeti Ganguly, (fille d'Ashok Kumar), actrice.
  - Deven Verma, (gendre d'Ashok Kumar), acteur.
    - Anuradha Patel, (petite-fille d'Ashok Kumar), actrice.
    - Kanwaljit Singh, (époux d'Anuradha Patel), acteur.
- Anoop Kumar, (frère cadet d'Ashok Kumar), acteur.
- Kishore Kumar, (frère benjamin d'Ashok Kumar), acteur, chanteur, compositeur, producteur, réalisateur, et scénariste.
- Ruma Guha Thakurta, (première épouse de Kishore Kumar), actrice et chanteuse.
  - Amit Kumar (fils de Kishore Kumar et Ruma Guha Thakurta), acteur, chanteur de playback, producteur et réalisateur.
- Madhubala, (deuxième épouse de Kishore Kumar), actrice.
- Yogita Bali, (troisième épouse de Kishore Kumar), actrice.
- Leena Chandavarkar, (quatrième épouse de Kishore Kumar), actrice.

### Famille Gautam
- Mukesh Gautam, réalisateur.
  - Yami Gautam, (fille aînée de Mukesh Gautam), actrice et mannequin.
  - Surilie Gautam, (fille benjamine de Mukesh Gautam), actrice.

### Famille Ghatak
- Suresh Chandra Ghatak, auteur dramatique, magistrat et poète.
  - Manish Ghatak, (fils aîné de Suresh Chandra Ghatak), écrivain et poète.
    - Mahasweta Devi, (fille de Manish Ghatak), écriviane et militante.
    - Bijon Bhattacharya, (époux de Mahasweta Devi), acteur et auteur dramatique.
      - Nabarun Bhattacharya, (fils de Bijon Bhattacharya et Mahasweta Devi), écrivain et éditeur.

  - Ritwik Ghatak (frère cadet de Manish Ghatak), acteur, réalisateur et scénariste.

### Famille Goswami
- Manoj Kumar, acteur, producteur et réalisateur.
- Rajiv Goswami, (frère cadet de Manoj Kumar).

### Famille Gulzar
- Gulzar, écrivain, parolier et réalisateur.
- Rakhee Gulzar, (épouse de Gulzar), actrice.
  - Meghna Gulzar, (fille de Gulzar et Rakhee), écrivaine et réalisatrice.

## H

### Famille Haasan-Ratnam
D'origine sud-indienne, Kamal Haasan et Mani Ratnam sont devenus des personnes influentes de Bollywood.
- Chaaru Haasan, acteur, écrivain, producteur et réalisateur.
  - Suhasini Ratnam, (fille aînée de Chaaru Haasnan), actrice, écrivaine, productrice et réalisatrice.
  - Mani Ratnam, (époux de Suhasini Ratnam), producteur, réalisateur et scénariste.
  - G. Venkateswaran, (frère de Mani Ratnam), producteur.
  - G. Srinivasan, (frère de Mani Ratnam), producteur.
  - Anu Haasan, (fille cadette de Chandra Haasan), actrice et mannequin.
- Kamal Haasan, (frère de Chaaru Haasan), acteur, chanteur de playback, chorégraphe, danseur, parolier, philanthrope et scénariste.
- Vani Ganapathy (première épouse de Kamal Haasan), danseuse classique.
- Sarika, (deuxième épouse de Kamal Haasan), actrice.
  - Shruti Haasan, (fille aînée de Kamal Haasan), actrice, chanteuse, danseuse, mannequin et musicienne.
  - Akshara Haasan, (fille cadette de Kamal Haasan et Sarika), actrice, danseuse et scénariste.
- Gautami, (compagne de Kamal Hassan), actrice et costumière.

### Famille Hussain
Nasir Hussain était un réalisateur connu dans les années 1960 à 1970. C'est son petit-fils Aamir Khan qui a repris le flambeau familial en devenant un acteur célèbre.
- Nasir Hussain, producteur, scénariste et réalisateur.
  - Mansoor Khan, (fils de Nasir Hussain), réalisateur.
    - Imran Khan, (petit-fils de Nasir Hussain), acteur.
- Tahir Hussain, (frère cadet de Nasir Hussain), réalisateur.
  - Faisal Khan, (fils aîné de Tahir Hussain), acteur.
  - Aamir Khan, (fils cadet de Tahir Hussain), acteur, producteur et réalisateur.
  - Nikhat Khan, (fille benjamine de Tahir Hussain), productrice.

## J

### Famille Jehan-Rizvi
- Noor Jehan, actrice, chanteuse de playback, compositrice et réalisatrice.
- Shaukat Hussain Rizvi, (époux de Shaukat Hussain Rizvi), éditeur, producteur et réalisateur.
  - Zille Huma, (fille de Shaukat Hussain Rizvi et Noor Jehan), chanteuse.
    - Sonya Jehan (petite-fille de Noor Jehan et Shaukat Hussain Rizvi), actrice
    - Ahmed Ali Butt, (petit-fils de Noor Jehan et Shaukat Hussain Rizvi), acteur, mannequin et chanteur.
    - Sikander Rizvi, (petit-fils de Noor Jehan et Shaukat Hussain Rizvi), acteur et cuisinier.

### Famille Johar
Yash Johar a fondé Dharma Productions, aujourd'hui dirigée par son fils  Karan Johar.
- Yash Johar, producteur.
- Hiroo Johar, (épouse de Yash Johar), productrice.
  - Karan Johar, (fils de Yash et d'Hiroo Johar), producteur, réalisateur et scénariste.

## L

### Famille Lahiri
- Bappi Lahiri, acteur, chanteur, compositeur, performeur et producteur.
  - Bappa Lahiri, (fils de Bappi Lahiri), compositeur.

## K

### Famille Kapoor (Jeetendra)
Bien qu'issue du Punjab, comme la famille suivante, il n'y a pas de lien direct entre elles.
- Jeetendra, (né Ravi Kapoor), acteur.
- Shobha Kapoor, (épouse de Jeetendra), productrice.
  - Ekta Kapoor, (fille aînée de Jeetendra et Shobha Kapoor), productrice
  - Tusshar Kapoor, (fils cadet de Jeetendra et Shobha Kapoor), acteur.
- Nitin Kapoor, (cousin de Jeetendra), producteur.
- Jayasudha, (épouse de Nitin Kapoor), actrice et femme politique.
  - Abhishek Kapoor (neveu de Jeetendra), acteur, écrivain et réalisateur.

### Famille Kapoor (Prithviraj Kapoor)[5]
- Prithviraj Kapoor, acteur et homme politique, producteur et scénariste.
  - Raj Kapoor, (fils aîné de Prithviraj Kapoor), acteur, producteur, réalisateur et scénariste.
    - Randhir Kapoor, (fils de Raj Kapoor), acteur, producteur et réalisateur.
    - Babita, (épouse de Randhir Kapoor), actrice.
      - Karisma Kapoor, (fille aînée de Randhir Kapoor), actrice.
      - Kareena Kapoor, (fille cadette de Randhir Kapoor), actrice, écrivaine et styliste.
      - Saif Ali Khan, (époux de Kareena Kapoor), acteur.

    - Rishi Kapoor, (fils cadet de Raj Kapoor), acteur, producteur et réalisateur.
    - Neetu Singh, (épouse de Rishi Kapoor), actrice.
      - Ranbir Kapoor, (fils de Rishi Kapoor et Neetu Singh), acteur et producteur.

    - Rajiv Kapoor, (fils benjamin de Raj Kapoor), acteur, producteur et réalisateur.

  - Shammi Kapoor, (fils cadet de Prithviraj Kapoor), acteur, producteur et réalisateur.
  - Geeta Bali, (première épouse de Shammi Kapoor), actrice.
    - Yogita Bali, (nièce de Geeta Bali), actrice.

  - Shashi Kapoor, (fils benjamin de Prithviraj Kapoor), acteur, producteur et réalisateur.
  - Jennifer Kendal, (épouse de Shashi Kapoor), actrice.
    - Karan Kapoor, (fils aîné de Shashi et Jennifer Kendal), acteur et photographe.
    - Kunal Kapoor, (fils cadet de Shashi et Jennifer Kendal), acteur.
    - Sanjana Kapoor, (fille benjamine de Shashi et Jennifer Kendal), actrice.
    - Valmik Thapar, (époux de Sanjana Kapoor), écrivain et naturaliste.

### Famille Kapoor (Surinder Kapoor)
Surinder Kapoor est lié à la branche principale des Kapoor, et son fils Anil Kapoor a acquis une renommée.
- Surinder Kapoor, producteur.
  - Boney Kapoor, (fils aîné de Surinder Kapoor), producteur.
  - Mona Shourie Kapoor (1re épouse de Boney Kapoor), productrice.
    - Arjun Kapoor, (fils de Boney Kapoor), acteur et réalisateur.

  - Sridevi, (2e épouse de Boney Kapoor), actrice et productrice.
    - Janhvi Kapoor, actrice.

  - Anil Kapoor, (fils cadet de Surinder Kapoor), acteur et producteur.
    - Sonam Kapoor, (fille aînée d'Anil Kapoor), actrice.
    - Rhea Kapoor, (fille cadette d'Anil Kapoor), actrice et productrice.

  - Sanjay Kapoor, (fils cadet de Surinder Kapoor), acteur.
    - Ranveer Singh, (cousin de Sonam Kapoor et Rhea Kapoor), acteur.

### Famille Kapur-Pathak-Shah
Une autre famille issue du Punjab, mais sans lien direct avec celles ci-dessus.
- Shanta Gandhi, auteure dramatique, danseuse et réalisatrice.
- Dina Pathak, (sœur cadette de Shanta Gandhi), actrice et réalisatrice.
  - Ratna Pathak, (fille aînée de Dina Pathak), actrice.
  - Naseeruddin Shah, (époux de Ratna Pathak), acteur.
    - Heeba Shah, (fille de Naseeruddin Shah), actrice.
    - Imaad Shah, (fils aîné de Naseeruddin Shah et Ratna Pathak), acteur, chanteur et parolier.
    - Vivaan Shah, (fils cadet de Naseeruddin Shah et Ratna Pathak), acteur.

  - Supriya Pathak, (fille cadette de Dina Pathak), actrice.
  - Pankaj Kapur, (époux de Supriya Pathak), acteur, écrivain, réalisateur et scénariste.
  - Neelima Azeem, (ex-épouse de Pankaj Kapur), actrice.
    - Shahid Kapur, (fils de Pankaj Kapur et Neelima Azeem), acteur.

### Famille Khan (Salim Khan)
Les trois fils de Salim Khan ont acquis la notoriété : Salman Khan, Arbaaz Khan et Sohail Khan.
- Salim Khan, acteur et scénariste.
- Helen, (2e épouse de Salim Khan), actrice et danseuse.
  - Salman Khan, (fils aîné de Salim Khan), acteur, et producteur.
  - Arbaaz Khan, (fils cadet de Salim Khan), acteur, écrivain, producteur et réalisateur.
  - Malaika Arora Khan, (épouse d'Arbaaz Khan), actrice, danseuse, mannequin, présentatrice de télévision et VJ.
  - Amrita Arora, (sœur cadette de Malaika Arora Khan), actrice, mannequin, présentatrice de télévision et VJ.
- Sohail Khan, (fils benjamin de Salim Khan), acteur, producteur, réalisateur et scénariste.
- Atul Agnihotri, (gendre de Salim Khan), acteur, producteur et réalisateur.

### Famille Khan (Shahrukh Khan)
Cette famille d'origine pathane n'a rien à voir avec la précédente.
- Shahrukh Khan, acteur, producteur.
- Gauri Khan, (épouse de Shahrukh Khan), productrice.

°Aryan Khan, (fils aîné de Shahrukh Khan).
°Suhana Khan, (fille de Shahrukh Khan).
°Abram Khan, (fils cadet de Shahrukh Khan).

### Famille Khan-Roshan
Rakesh Roshan était un acteur renommé des années 1960 à 1980, avant de devenir réalisateur.
- Roshan, compositeur et réalisateur.
  - Rakesh Roshan, (fils aîné de Roshan), acteur, producteur et réalisateur.
    - Hrithik Roshan, (fils de Rakesh Roshan), acteur et danseur.
    - Suzanne Khan, (ex-épouse de Hrithik Roshan), actrice.

  - Sanjay Khan, (père de Suzanne Khan), acteur, producteur et réalisateur.
    - Farah Khan Ali (sœur aînée de Suzanne Khan), créatrice de bijoux et gemmologue.
    - DJ Aqeel (époux de Farah Khan Ali), chanteur, compositeur et DJ.
    - Zayed Khan (frère de Suzanne Khan), acteur et producteur.

  - Feroz Khan (oncle de Suzanne Khan), acteur, éditeur, producteur et réalisateur.
    - Fardeen Khan (cousin de Suzanne Khan), acteur.

  - Mumtaz (belle-mère de Fardeen Khan), actrice.
  - Rajesh Roshan, (fils cadet de Roshan), compositeur et réalisateur.

### Famille Khanna (Rajesh Khanna)
- Rajesh Khanna, acteur.
- Dimple Kapadia, (épouse de Rajesh Khanna), actrice.
  - Twinkle Khanna, (fille aînée de Rajesh Khanna et Dimple Kapadia), actrice.
  - Akshay Kumar, (époux de Twinkle Khanna), acteur.
  - Rinke Khanna, (fille cadette de Rajesh Khanna et Dimple Kapadia), actrice.
- Simple Kapadia, (sœur cadette de Dimple Kapadia), actrice et costumière.

### Famille Khanna (Vinod Khanna)
Vinod Khanna était un acteur populaire dans les années 1970 à 1980. Son fils Akshaye Khanna lui a emboîté le pas.
- Vinod Khanna, acteur et producteur.
  - Rahul Khanna, (fils aîné de Vinod Khanna), acteur.
  - Akshaye Khanna, (fils cadet de Vinod Khanna), acteur.

### Famille Kher[6]
- Anupam Kher, acteur, producteur et réalisateur.
- Kiron Kher, (épouse d'Anupam Kher), actrice.
  - Sikander Kher, (fils de Kiron Kher), acteur.
- Raju Kher, (frère d'Anupam Kher), acteur et réalisateur.

### Famille Khote
- Durga Khote, actrice, écrivaine et productrice.
  - Vijaya Mehta, (belle-fille de Durga Khote), actrice et réalisatrice.
    - Anahita Uberoi (fille de Vijaya Mehta), actrice.
    - Anjali Khote, (petite-fille de Durga Khote), présentatrice de télévision.
    - Deven Khote, (petit-fils de Durga Khote), présentateur de télévision.
- Nandu Khote, (beau-frère de Durga Khote), acteur.
  - Shubha Khote, (nièce de Durga Khote), actrice.
    - Bhavna Balsavar, (fille de Shubha Khote), actrice.

  - Viju Khote, (neveu de Durga Khote), acteur.

### Famille Kumar
- Gulshan Kumar, homme d'affaires et producteur.
  - Bhushan Kumar, (fils aîné de Gulshan Kumar), producteur.
  - Divya Khosla Kumar (épouse de Bhushan Kumar), actrice, productrice et réalisatrice.
  - Tulsi Kumar, (fille cadette de Gulshan Kumar), chanteuse de playback.

## M

### Famille Mallik
- Sardaar Malik, réalisateur.
  - Anu Malik, (fils aîné de Sardaar Malik), compositeur.
    - Anmol Malik, (fille aînée d'Anu Malik), écrivaine et chanteuse.

  - Daboo Malik, (fils benjamin de Sardaar Malik), réalisateur.
    - Amaal Mallik, (fils aîné de Daboo Malik), compositeur.
    - Armaan Malik, (fils cadet de Daboo Malik), chanteur.
- Hasrat Jaipuri (beau-frère de Sardaar Malik), parolier.

### Famille Mangeshkar[7]
Cette famille s'est spécialisée dans le chant en play back qui accompagne les acteurs indiens dans les scènes de danse.
- Deenanath Mangeshkar, acteur de théâtre et musicien.
- S.D. Burman, chanteur et compositeur.
  - Lata Mangeshkar, (fille aînée de Deenanath Mangeshkar), chanteuse de playback et compositrice.
    - Padmini Kolhapure, (nièce de Lata Mangeshkar), actrice.
    - Tejaswini Kolhapure, (nièce de Lata Mangeshkar et sœur de Padmini Kolhapure), actrice.
    - Shakti Kapoor, (beau-frère de Padmini Kolhapure), acteur.
      - Siddhanth Kapoor (fils de Shakti Kapoor), acteur.
      - Shraddha Kapoor (fille de Shakti Kapoor), actrice.

  - Hridayanath Mangeshkar, (fils de Deenanath Mangeshkar), chanteur et compositeur.
  - Asha Bhosle, (fille de Deenanath Mangeshkar), chanteuse et vocaliste.
  - R.D. Burman, (deuxième époux d'Asha Bhosle), compositeur.
  - Meena Mangeshkar, (fille de Deenanath Mangeshkar), chanteuse de playback et compositrice.
  - Usha Mangeshkar, (fille cadette de Deenanath Mangeshkar), chanteuse.

### Famille Mukesh
- Mukesh, chanteur.
  - Nitin Mukesh, (fils de Mukesh), chanteur.
    - Neil Nitin Mukesh, (fils de Nitin Mukesh), acteur.

### Famille Mukherjee
- Jahar Mukherjee, parolier.
  - Manas Mukherjee, (fils de Jahar Mukherjee), réalisateur.
    - Sagarika, (fille aînée de Manas Mukherjee), chanteuse
    - Shaan, (fils cadet de Manas Mukherjee), chanteur et présentateur de télévision.

### Famille Mukherjee-Samarth
Une autre famille impliquée dans le cinéma depuis les années 1940. D'origine bengalie, elle est liée aux frères Ganguly par le mariage de Sashadhar Mukherjee à leur sœur Sati Devi. Elle est liée aux Samarth par le mariage de Tanuja au fils de Sashadhar Mukherjee.
- Rattan Bai, actrice et chanteuse.
  - Shobhna Samarth, (fille de Rattan Bai), actrice.
  - Kumarsen Samarth, (ex-époux de Shobhna Samarth), réalisateur.
    - Nutan, (fille aînée de Shobhna Samarth et de Kumarsen Samarth), actrice.
      - Mohnish Behl, (fils de Nutan), acteur.

    - Tanuja, (fille cadette de Shobhna Samarth et de Kumarsen Samarth), actrice.

  - Nalini Jaywant, (cousine de Shobhna Samarth), actrice.
  - Sashadhar Mukherjee, producteur.
  - Sati Devi, (épouse de Sashadhar Mukherjee, sœur d'Ashok Kumar, d'Anoop Kumar et Kishore Kumar)
    - Joy Mukherjee, (fils aîné de Sashadhar Mukherjee et de Sati Devi), acteur.
    - Deb Mukherjee, (fils cadet de Sashadhar Mukherjee et de Sati Devi), acteur.
      - Ayan Mukerji (fils de Deb Mukherjee), réalisateur.

    - Shomu Mukherjee (fils benjamin de Sashadhar Mukherjee, époux de Tanuja), écrivain, producteur et réalisateur.
- Kajol, (fille aînée de Tanuja et Shomu Mukherjee, épouse d'Ajay Devgan), actrice.
- Tanisha, (fille cadette de Tanuja et Shomu Mukherjee), actrice.
  - Subodh Mukherjee, (frère de Sashadhar Mukherjee)
    - Shyam Mukherjee (neveu de Sashadhar Mukherjee), éditeur.
    - Ram Mukherjee, (neveu de Sashadhar Mukherjee, frère cadet de Shyam Mukherjee), écrivain, producteur et réalisateur.
      - Rani Mukherjee, (fille aînée de Ram Mukherjee et Krishna Roy), actrice.
      - Raja Mukherjee (fils cadet de Ram Mukherjee et Krishna Roy, réalisateur.

    - Debashree Roy, (sœur de Krishna Roy), actrice.
      - Sharbani Mukherjee, (fille de Rono Mukherjee), actrice.
      - Samrat Mukherjee, (fils de Rono Mukherjee), acteur.

### Famille Mumtazullah-Khan
- Zohra Sehgal, actrice et chorégraphe.
  - Kiran Segal (fille de Zohra Sehgal), danseuse classique.
    - Samiya Mumtaz (grand-nièce de Zohra Sehgal), actrice.
- Uzra Butt (sœur cadette de Zohra Sehgal), actrice et chanteuse.

### Famille Murad-Rai
- Murad, acteur.
  - Raza Murad, (fils de Murad), acteur.
    - Sanober Kabir, (nièce de Raza Murad), actrice.
- Amanullah Khan, (beau-frère de Murad), scénariste.
  - Zeenat Aman, (fille d'Amanullah Khan), actrice
  - Mazhar Khan, (époux de Zeenat Aman), acteur.
- Gulshan Rai, producteur.
  - Rajiv Rai, (fils de Gulshan Rai), écrivain et réalisateur.
  - Sonam, (nièce de Raza Murad, épouse de Rajiv Rai), actrice.

## N

### Famille Nandamuri
- Nandamuri Balakrishna, acteur et homme politique.
  - Nandamuri Taraka Rama Rao, (fils de Nandamuri Balakrishna) , acteur, écrivain, homme politique et réalisateur[8]
    - Nandamuri Harikrishna, (fils de Nandamuri Taraka Rama Rao), acteur, homme politique et producteur.
      - Nandamuri Kalyan Ram, (fils aîné de Nandamuri Harikrishna), acteur et producteur.
      - Nandamuri Taraka Rama Rao Jr., (fils cadet de Nandamuri Harikrishna), acteur.

### Famille Narayan
- Udit Narayan, acteur, chanteur de playback, danseur et producteur.
- Deepa Narayan, (épouse d'Udit Narayan), chanteuse.
  - Aditya Narayan, (fils d'Udit Narayan et Deepa Narayan), auteur, chanteur de playback, compositeur et présentateur de télévision.

### Famille Nath
- Prem Nath, acteur et réalisateur.
- Bina Rai, (épouse de Prem Nath), actrice.
  - Prem Krishen, (fils de Prem Nath et Bina Rai), acteur et présentateur de télévision.
    - Arjun Malhotra, (petit-fils de Prem Nath), réalisateur.
- Raj Kapoor, (beau-frère de Prem Nath), acteur, producteur, réalisateur et scénariste.
- Prem Chopra, (beau-frère de Prem Nath), acteur.
- Narendra Nath, (frère aîné de Prem Nath), acteur.
- Rajendra Nath, (frère cadet de Prem Nath), acteur.

## O

### Famille Oberoi[9]
- Suresh Oberoi, acteur.
  - Vivek Oberoi, (fils cadet de Suresh Oberoi), acteur.
  - Akshay Oberoi, (neveu de Suresh Oberoi), acteur.

## P

### Famille Pal
- Bipin Chandra Pal, nationaliste.
  - Niranjan Pal (fils de Bipin Chandra Pal), auteur dramatique, scénariste et réalisateur.
    - Colin Pal (fils de Niranjan Pal), acteur, agent publicitaire, journaliste et technicien.

### Famille Pataudi
Les Pataudi sont issus d'une famille princière. Sharmila Tagore s'est autant distinguée dans le cinéma de Bollywood que dans celui du Bengale. Son fils Saif Ali Khan a aussi acquis une notoriété.
- Mansoor Ali Khan, joueur de cricket.
- Sharmila Tagore, (épouse de Mansoor Ali Khan), actrice et ex-mannequin.
  - Saif Ali Khan, (fils aîné Mansoor Ali Khan et Sharmila Tagore), acteur.
  - Amrita Singh, (première épouse de Saif Ali Khan), actrice.
  - Soha Ali Khan, (fille de Mansoor Ali Khan et Sharmila Tagore), actrice.
  - Kunal Khemu (époux de Soha Ali Khan), acteur.
  - Kareena Kapoor (deuxième épouse de Saif Ali Khan), actrice, écrivaine et styliste.

### Famille Patel
- Asha Patel, actrice.
  - Ameesha Patel, (fille aînée d'Asha Patel), actrice, mannequin et productrice.
  - Ashmit Patel, (fils cadet d'Asha Patel), acteur.

### Famille Puri
Famille originaire du Punjab, branche distincte de celle d'Om Puri.
- Madan Puri, acteur.
- Chaman Puri, (frère aîné de Madan Puri) acteur.
- Amrish Puri (frère cadet de Madan Puri), acteur.

## Q

### Famille Qureshi
- Huma Qureshi, actrice et mannequin.
- Saqib Saleem (frère cadet d'Huma Qureshi), acteur et mannequin.

## R

### Famille Rajinikanth
- Rajinikanth, acteur, producteur et scénariste.
- Latha Rajinikanth, (épouse de Rajinikanth), chanteuse de playback, philanthrope et productrice.
  - Aishwarya Dhanush, (fille aînée et Latha et Rajinikanth), danseuse classique, productrice et réalisatrice.
  - Dhanush, (époux de Aishwarya Dhanush), acteur, chanteur de playback et parolier.
  - Soundarya Rajinikanth, (fille cadette et Latha et Rajinikanth), graphiste, productrice et réalisatrice.
  - Selvaraghavan, (frère de Dhanush), réalisateur.
  - Sonia Agarwal, (ex-épouse de Selvaraghavan), actrice.
- Ravi Raghavendra, (beau-frère de Rajinikanth), acteur.
- Anirudh Ravichander, (neveu de Rajinikanth), chanteur de playback et réalisateur.
- Y. G. Mahendra, (beau-frère de Latha Rajinikanth), acteur et auteur dramatique.

### Famille Rajkumar
- Rajkumar, acteur et chanteur.
- Parvathamma Rajkumar, (épouse de Rajkumar), médecin et productrice.
  - Shiva Rajkumar, (fils aîné de Parvathamma et Rajkumar), acteur, chanteur de playback et producteur.
  - Raghavendra Rajkumar, (fils cadet de Parvathamma et Rajkumar), acteur, chanteur de playback et producteur.
  - Puneeth Rajkumar, (fils benjamin de Parvathamma et Rajkumar), acteur, chanteur de playback et présentateur de télévision.

### Famille Ray-Ganguly-Bose
- Dwarkanath Ganguly, réformateur social.
- Kadambini Ganguly, (épouse de Dwarkanath Ganguly), médecin.
  - Upendrakishore Ray, (gendre de Dwarkanath Ganguly), compositeur, écrivain, entrepreneur, peintre et violoniste.
    - Shukhalata Rao, (fille de Upendrakishore Ray Chowdhury), écrivaine.
    - Sukumar Ray, (fils de Upendrakishore Ray Chowdhury), acteur dramatique, écrivain et poète.
      - Satyajit Ray, (fils de Sukumar Ray), écrivain, parolier, producteur, scénariste et réalisateur.
      - Bijoya Ray, (épouse de Satyajit Ray), actrice et chanteuse de playback.
        - Sandip Ray, (fils de Satyajit et Bijoya Ray), réalisateur.

  - Hemendra Mohan Bose (beau-frère de Upendrakishore Ray), entrepreneur.
    - Nitin Bose, (fils de Hemendra Mohan Bose), réalisateur.
    - Malati Ghoshal, (fille de Hemendra Mohan Bose), chanteuse.

### Famille Roshan
- Roshan, compositeur.
- J. Om Prakash, producteur et réalisateur.
  - Rakesh Roshan, (fils de Roshan), acteur, éditeur, producteur, réalisateur et scénariste.
    - Hrithik Roshan, (fils Rakesh Roshan), acteur et danseur.
    - Suzanne Khan, (ex-épouse de Hrithik Roshan), actrice.
    - Zayed Khan, (frère de Suzanne Khan), acteur et producteur.
    - Farah Khan Ali, (sœur de Suzanne Khan), créatrice de bijoux et gemmologue.
    - DJ Aqeel, (époux de Farah Khan Ali), chanteur et compositeur.

  - Sanjay Khan, (père de Suzanne Khan), acteur, producteur et réalisateur.
  - Feroz Khan, (oncle de Suzanne Khan), acteur, éditeur, producteur et réalisateur.
    - Fardeen Khan, (fils de Feroz Khan), acteur.

  - Mumtaz, (belle-mère de Fardeen Khan), actrice et mannequin.
  - Rajesh Roshan, (frère cadet de Rakesh Roshan), compositeur.

### Famille Roy-Bhattacharya
- Bimal Roy, producteur et réalisateur
  - Rinki Bhattacharya, (fille de Bimal Roy), chroniqueuse, écrivaine et réalisateur.
  - Basu Bhattacharya, (époux de Rinki Bhattacharya), réalisateur.
    - Aditya Bhattacharya, (fils de Basu Bhattacharya), acteur, producteur, réalisateur et producteur.
    - Sanjana Kapoor, (ex-épouse d'Aditya Bhattacharya), actrice.

### Famille Roy-Joshi-Irani
- Sarita Joshi, actrice.
  - Ketki Dave, (fille aînée de Sarita Joshi), actrice.
  - Purbi Joshi, (fille cadette de Sarita Joshi), doubleuse.
  - Sharman Joshi, (neveu de Sarita Joshi), acteur.
  - Ronit Roy, (beau-frère de Sharman Joshi), acteur
  - Rohit Roy, (frère cadet de Ronit Roy), acteur.
- Padmarani, (sœur de Sarita Joshi), actrice.
  - Aruna Irani (nièce de Padmarani), actrice.
  - Sandesh Kohli, (époux d'Aruna Irani), réalisateur et écrivain.
  - Adi Irani, (frère d'Aruna Irani), acteur.
  - Indra Kumar, (frère d'Aruna Irani), acteur, producteur et réalisateur.
  - Firoz Irani, (frère d'Aruna Irani), acteur, écrivain, producteur et réalisateur.

## S

### Famille Samanta
- Shakti Samanta, producteur, scénariste et réalisateur.
  - Ashim Samanta, (fils de Shakti Samanta), producteur et réalisateur.

### Famille Sapru
- D. K. Sapru, acteur.
  - Tej Sapru, (fils de D. K. Sapru), acteur.
  - Priti Sapru, (fille de D. K. Sapru), actrice.
  - Reema Nath, (fille de D. K. Sapru), réalisatrice et scénariste.
  - Rakesh Nath, (époux de Reema Nath), producteur.
    - Karan Nath, (fils de Reema et Rakesh Nath), acteur.

### Famille Sen (Aparna Sen)
- Aparna Sen, actrice, réalisatrice et scénariste.
  - Konkona Sen Sharma (fille de Aparna Sen), actrice.
  - Ranvir Shorey (ex-époux de Konkona Sen Sharma), acteur.

### Famille Sen (Suchitra Sen)
D'origine bengalie, cette famille se consacrait auparavant surtout au cinéma bengali.
- Suchitra Sen, actrice
  - Moonmoon Sen, (fille de Suchitra Sen), actrice et femme politique.
    - Raima Sen, (fille aînée de Moonmoon Sen), actrice.
    - Riya Sen, (fille cadette de Moonmoon Sen), actrice et mannequin.

### Famille Shankar[10],[11]
- Shyam Shankar Chowdhury, impresario.
  - Uday Shankar, (fils aîné de Shyam Shankar Chowdhury), chorégraphe et danseur.
  - Amala Shankar, (épouse d'Uday Shankar), danseuse.
    - Ananda Shankar, (fils aîné d'Uday et d'Amala Shankar), chanteur et musicien.
    - Tanusree Shankar, (épouse d'Ananda Shankar), artiste martiale, chorégraphe et danseuse.
    - Mamata Shankar, (fille cadette d'Uday et d'Amala Shankar), actrice.
      - Ratul Shankar, (fils de Mamata Shankar), acteur et percussionniste.

  - Ravi Shankar, (fils aîné de Shyam Shankar Chowdhury), compositeur, musicien et sitariste.
  - Annapurna Devi, (épouse de Ravi Shankar), musicienne.
    - Shubhendra Shankar, (fils de Ravi Shankar et d'Annapurna Devi), artiste, compositeur et musicien.
    - Norah Jones, (fille de Ravi Shankar), actrice, chanteur, parolier et pianiste.
    - Anoushka Shankar, (fille de Ravi Shankar), compositrice, parolière et sitariste.
    - Joe Wright, (époux d'Anoushka Shankar), réalisateur.

  - Lakshmi Shankar, (belle-sœur de Ravi Shankar), chanteuse et vocaliste.
    - Viji Subramaniam, (fille de Lakshmi Shankar), chanteuse et compositrice.
    - L. Subramaniam, (époux de Viji Shankar), compositeur, musicien, pédagogue et violoniste.
      - Gingger Shankar, (petite-fille de Lakshmi Shankar), compositeur, chanteur et musicien.
      - Ambi Subramaniam, (petit-fils de Lakshmi Shankar), chanteur, musicien, pianiste et violoniste.
      - Bindu Subramaniam, (petite-fille de Lakshmi Shankar), chanteuse, musicienne, parolier et pianiste.

### Famille Shetty
- Shilpa Shetty actrice, femme d'affaires, mannequin et productrice.
- Shamita Shetty (sœur cadette de Shilpa Shetty), actrice et mannequin.

### Famille Shantaram-Pendharkar-Talpade
- V.Shantaram, acteur, producteur et réalisateur.
- Sandhya Shantaram, (3e épouse de V.Shantaram), actrice.
  - Kiran Shantaram, (fils de V.Shantaram), producteur.
  - Rajshree, (fille de V.Shantaram), actrice.
  - Pandit Jasraj (gendre de V.Shantaram), vocaliste.
    - Durga Jasraj, (fille de Pandit Jasraj), chanteuse, femme d'affaires et présentatrice de télévision.

  - Ranjana Deshmukh, (nièce de Sandhya Shantaram), actrice.
  - Siddharth Ray, (petit-fils de V.Shantaram), acteur.
  - Shantipriya, (épouse de Siddharath Ray), actrice.
  - Bhanupriya, (sœur de Shantipriya), actrice.
- Bhalji Pendharkar, (cousin de V.Shantaram), réalisateur.
  - Prabhakar Pendharkar (fils de Bhalji Pendharkar), écrivain.
- Baburao Pendharkar, (frère aîné de Bhalji Pendharkar), acteur.
- Master Vinayak, (frère benjamin de Bhalji Pendharkar), acteur.
  - Nanda, (fille de Master Vinayak), actrice.
    - Jayshree T., (belle-fille de Nanda), actrice.
    - Meena T., (sœur de Jayashree.T), actrice.
      - Shreyas Talpade, (neveu de Jayashree.T et Meena T.), acteur.

### Famille Sinha
- Shatrughan Sinha, acteur et homme politique.
- Poonam Sinha, (épouse de Shatrughan Sinha), actrice et productrice.
  - Luv Sinha, (fils aîné de Shatrughan et Poonam Sinha), acteur.
  - Sonakshi Sinha, (fille cadette de Shatrughan et Poonam Sinha), actrice et chanteuse.

### Famille Sippy
- G.P. Sippy, producteur et réalisateur.
  - Ramesh Sippy, (fils de G.P. Sippy), producteur et réalisateur.
    - Rohan Sippy, (fils de Ramesh Sippy), producteur et réalisateur.

### Famille Sivakumar
- Sivakumar, acteur et artiste.
  - Suriya, (fils aîné de Sivakumar), acteur.
  - Jyothika, (épouse de Suriya), actrice.
  - Nagma, (sœur aînée de Jyothika), actrice.
  - Karthik Sivakumar, (fils cadet de Sivakumar), acteur.

### Famille Suman
- Shekhar Suman, acteur et chanteur.
- Alka Suman, (épouse de Shekhar Suman), productrice.
  - Adhyayan Suman, (fils de Shekhar et Alka Suman), acteur.